# Горбунов, Андрей Николаевич (физик)
Андре́й Никола́евич Горбуно́в (16 сентября 1921 года, Москва — 21 марта 2003 года, Москва) — советский и российский учёный; специалист в области ядерной физики и физики космических лучей; лауреат Государственной премии СССР. Сотрудник Физического института имени П. Н. Лебедева Российской Академии наук, доктор физико-математических наук.

## Биография
Андрей Николаевич Горбунов родился 16 сентября 1921 года в Москве. Отец — Горбунов Николай Петрович (1892—1938) — действительный член, секретарь Президиума Академии наук СССР.
Учился в Московской образцовой спецшколы № 125, затем поступил на физический факультет Московского государственного университета имени М. В. Ломоносова.
Ушёл на фронт во время Великой Отечественной войны с 4-го курса МГУ.
С 1945 по 1982 год работал в ФИАН (лаборатория космических лучей, эталонная лаборатория, ЛФМП).
Участвовал в Первой Памирской экспедиции для изучения космических лучей в качестве лаборанта,
а после окончания строительства Памирской лаборатории — работал Начальником первой зимовки.
Был Научным сотрудником Физического института имени П. Н. Лебедева вплоть до 1961 года и участвовал в «пионерских» работах по изучению широких атмосферных ливней и ядерно-каскадных процессов.
Затем работал над темой ускорения ядерных частиц в Лаборатории ускорителей ФИАНа.
В 1977 году стал лауреатом Государственной премии СССР за цикл работ по исследованию расщепления лёгких ядер γ-лучами высокой энергии методом камер Вильсона, действующих в мощных пучках электронных ускорителей.
Андрей Николаевич Горбунов скончался 21 марта 2003 года. Урна с его прахом захоронена в нише Колумбария Новодевичьего кладбища в Москве (секция № 146).
Сыновья — Алексей, Пётр и Андрей.

## Наиболее цитируемые статьи
- POSSIBLE DIBARYON STATES PRODUCED IN4HE-PROTON INTERACTIONS Glagolev V.V., Lebedev R.M., Zhuravleva L.I., Bánó M., Seman M., Šandor L., Hlaváčová J., Martinská G., Patočka J., Urban J., Gladun V.V., Gorbunov A.N., Khairetdinov K.U., Braun H., Gerber J.P., Juillot P., Michalon A., Gersamia D.V., Nioradze M.S., Sobczak T. et al. The European Physical Journal A — Hadrons and Nuclei. 1984. Т. 317. № 3. С. 335—338.
- Aladashvili B.S., Bánó M., Braun H., Gerber J.P., Glagolev V.V., Gorbunov A.N., Hlaváčová J., Juillot P., Khairetdinov K.U., Lebedev R.M., Martinská G., Menteshashvili Z.R., Michalon A., Mirianaschvili D.G., Nioradze M.S., Patočka J., Seman M., Sobczak T., Stepaniak J., Streltsov V.N., Šándor L., Urbán J., Zhuravleva L.I., Futó A. Acta Physica Slovaca. 1981. Т. 31.
- TWO-PRONGED EVENTS IN HE4-P COLLISIONS AT 8.56 GEV/C HE4 INCIDENT MOMENTUM Glagolev V.V., Lebedev R.M., Saitov I.S., Streltsov V.N., Zuravleva L.I., Gorbunov A.N., Khayretdinov K.U., Martinska G., Patočka I., Seman M., Braun H., Fridman A., Gerber J.P., Johnstad H., Juillot P., Michalon A., Aladashvili B.S., Nioradze M.S., Siemiarczuk T., Sobczak T. et al. Physical Review C: Nuclear Physics. 1978. Т. 18. № 3. С. 1382—1387.	20
- Gorbunov A.N. Труды ФИАН. 1976. Т. 71. С. 1.	1
- Gorbunov A.N. Ядерная физика. 1969. Т. 10. С. 469.	2
- Gorbunov A.N. Soviet Journal of Nuclear Physics. 1969. Т. 10. С. 268.	3
- STUDY OF THE 4HE (γ, P)3H AND 4HE(γ, N)3HE REACTIONS Gorbunov A.N. Physics Letters. Section B: Nuclear, Elementary Particle and High-Energy Physics. 1968. Т. 27. № 7. С. 436—438.	66
- Gorbunov AN Journal of Experimental and Theoretical Physics Letters (JETP Letters). 1968. Т. 8. С. 88.	1
- Gorbunov A.N. Письма в Журнал экспериментальной и теоретической физики. 1968. Т. 8. С. 148.	5
- Taran G.G., Gorbunov A.N. Ядерная физика. 1968. Т. 6. С. 1124.	2
- Gorbunov A. Physics Letters. 1968. Т. B27. С. 436.	1
- Varfolomeev A.T., Gorbunov A.N., Taran B.G. Ядерная физика. 1966. Т. 3. С. 647.	1
- Varfolomeev A.T., Gorbunov A.N. Soviet Physics — JETP. 1965. Т. 20. С. 20.	3
- Варфоломеев А. Т., Горбунов А. Н. Журнал экспериментальной и теоретической физики. 1965. № 20. С. 20.	1
- NUCLEAR PHOTOEFFECT ON THREE-PARTICLE NUCLEI Fetisov V.N., Gorbunov A.N., Varfolomeev A.T. Nuclear Physics. 1965. Т. 71. № 2. С. 305—342.	98
- Varfolomeev, Gorbunov Журнал экспериментальной и теоретической физики. 1964. Т. 47. С. 30.	2
- CROSS SECTIONS OF THE REACTIONS HE3(γ,P)D2 AND HE3(γ,N)2P Gorbunov A.N., Varfolomeev A.T. Physics Letters. 1964. Т. 11. № 2. С. 137—139.	12
- Gorbunov AN, Osipova VA Soviet Physics — JETP. 1963. Т. 16. С. 27.	2
- Gorbunov, Varfolomeev Physics Letters. 1963. Т. 5. С. 149.	2
- Gorbunov A.N., Dubrovina V.A., Osipova V.A., Silaeva V.S., Cerenkov P.A. Soviet Physics — JETP. 1962. Т. 15. С. 520.